# Grisy-sur-Seine
Grisy-sur-Seine är en kommun i departementet Seine-et-Marne i regionen Île-de-France i norra Frankrike. Kommunen ligger i kantonen Bray-sur-Seine som tillhör arrondissementet Provins. År 2022 hade Grisy-sur-Seine 115 invånare.

## Befolkningsutveckling
Antalet invånare i kommunen Grisy-sur-Seine
| Referens: INSEE |